# Longyang Lu
Longyang Lu (chiń. 龙阳路站) – stacja metra w Szanghaju, na linii 2, linii 7, linii 16 i 18. Zlokalizowana jest pomiędzy stacjami Shiji Gongyuan, Zhangjiang Gaoke, Fanghua Lu oraz Huamu Lu. Została otwarta 28 października 1999.